# Мейсфилд, Джон
Джон Мейсфилд (англ. John Masefield; 1 июня 1878 — 12 мая 1967) — английский поэт, писатель, журналист. С 1930 поэт-лауреат. Известен также фантастическими романами для детей: «Люди полуночи» (The Midnight Folk) и «Ящик наслаждений» (The Box of Delights).

## Биография и творчество
Джон Мейсфилд родился в Ледбери, Херефордшир. В юном возрасте нанялся на флот, и моряком отправился в Америку. В 1897 году вернулся в Англию и стал заниматься журналистикой. Выпускает несколько стихотворных сборников о жизни моряков, в частности «Морские баллады» («Salt-water ballads», 1902) и «Баллады» («Ballads», 1903). В 1911 году Мейсфилд публикует поэму «Вечное милосердие» («The everlasting mercy»), в которой иронически описывает обращение Саула Кейна, дебошира и пьяницы, к религии.
В ранней поэзии Мейсфилда есть многое от народной и разговорной речи. В более поздних произведениях («Сонеты и стихотворения», 1916 и «Холмы Лоллингдона и другие стихотворения», 1917) этого уже нет, а поэма 1919 года «Лис Ренар» имеет много общего с «Кентерберийскими рассказами» Джеффри Чосера.
Мейсфилд написал несколько пьес, исторических драм и автобиографических книг о писательском мастерстве. Известны также его критические очерки о творчестве Шекспира и Чосера.

## Избранная библиография

### Поэзия
- 1913 — «Художник-мазилка» (англ. Dauber)
- 1916 — «Сонеты и стихотворения» (англ. Sonnets and poems)
- 1917 — «Холмы Лоллингдона и другие стихотворения» (англ. Lollingdon downs and other poems)
- 1919 — «Лис Ренар» (англ. Reynard the fox)

### Пьесы
- 1907 — «Чудо в Кэмпдене» (англ. The Campden wonder) на основе исторического события (Кэмпденское чудо)
- 1907 — «Миссис Хэррисон» (англ. Mrs Harrison)
- 1908 — «Трагедия Нэн» (англ. The tragedy of Nan)
- 1910 — «Трагедия Помпея Великого» (англ. The tragedy of Pompey the Great)
- 1914 — «Король Филипп» (англ. Philip the king)

### Проза
- 1938 — «Мёртвый Нед» (англ. Dead Ned)
- 1939 — «Живой строптивый Нед» (англ. Live and kicking Ned)
- 1941 — «В водовороте» (англ. In the mill)
- 1952 — «Быстро не освоишь» (англ. So long to learn), автобиографические очерки